# Sendeturm Mont-Gibloux
Der Sendeturm Mont-Gibloux ist ein Sendeturm in Stahlbetonbauweise auf dem zur Gemeinde Sorens gehörenden 1204 Meter hohen Gipfels des Gibloux, eines Mittelgebirges südwestlich von Freiburg in der Schweiz.
Die Höhe der architektonisch interessanten Betonkonstruktion des Turms beträgt 62 Meter, darauf steht die fast gleich hohe Antenne.
Der 118,7 Meter hohe Sendeturm Mont-Gibloux verfügt über eine Aussichtsplattform in 37 Metern Höhe, die über eine Wendeltreppe mit 198 Treppenstufen zugänglich ist. Die Plattform ist von April bis Oktober für Besucher geöffnet.
Über Wanderwege von verschiedenen Seiten erreicht man den Sendeturm in etwa 45 Minuten. Am 31. Dezember 2024, um Mitternacht, wurde die UKW-Ausstrahlung der SRG-Programme eingestellt.

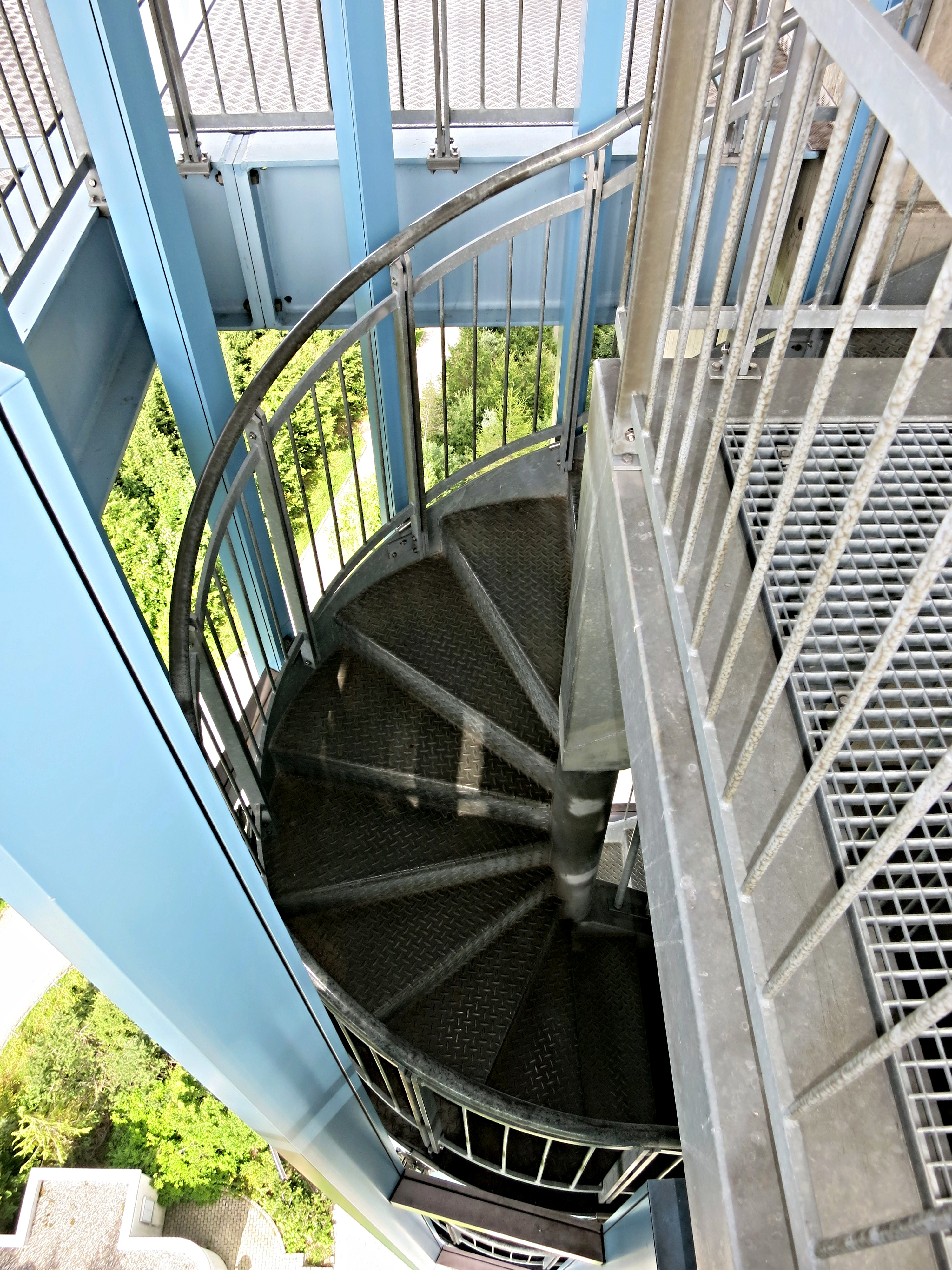
Treppen
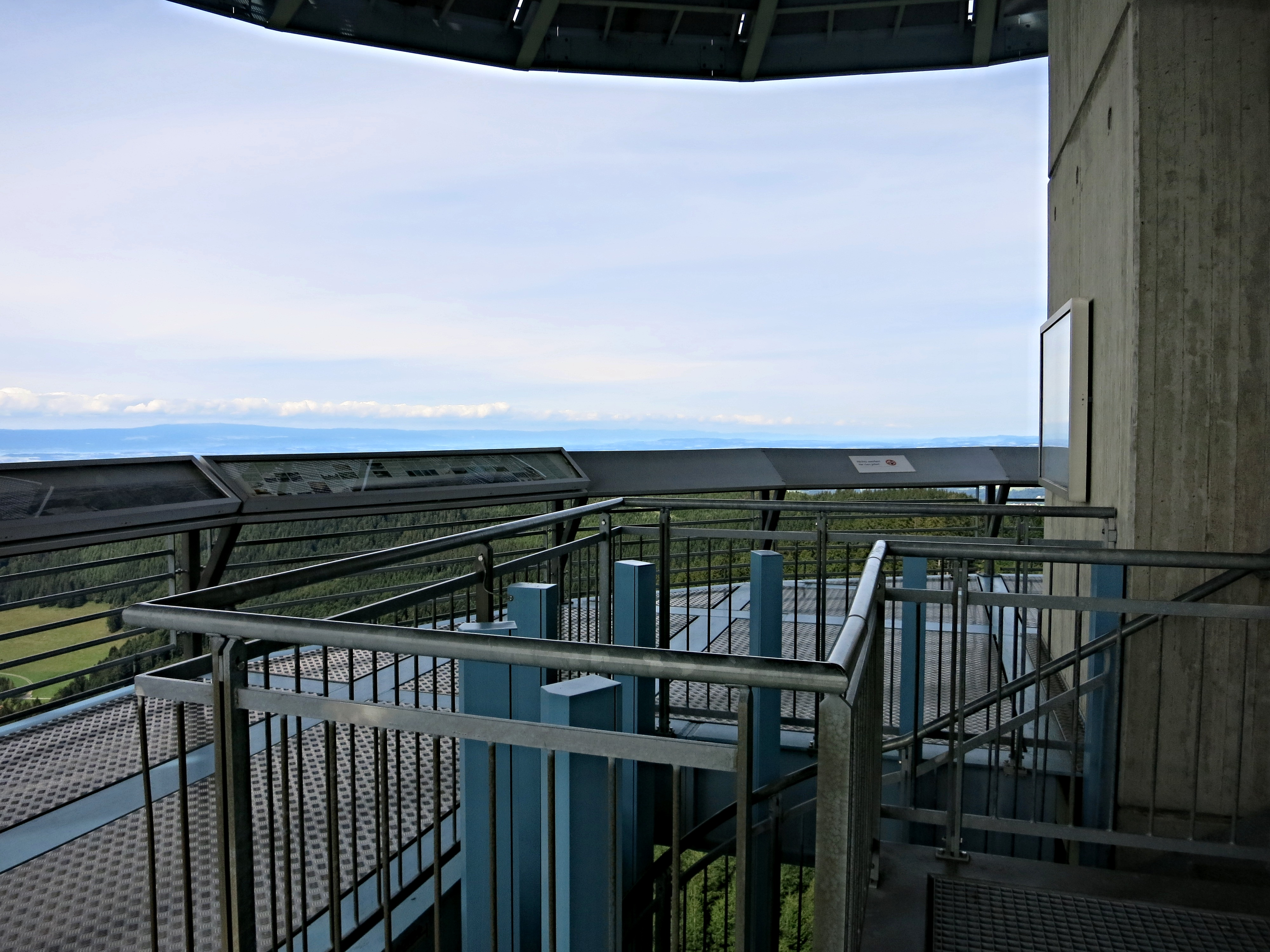
Aussichtsplattform

## Frequenzen und Programme

### Analoges Radio (UKW)
In UKW werden folgende Programme ausgestrahlt:
| Frequenz (in MHz) | Programm       | RDS PS              | RDS PI | Regionalisierung | ERP (in kW) | Antennendiagramm rund (ND)/gerichtet (D) | Polarisation horizontal (H)/vertikal (V) |
| ----------------- | -------------- | ------------------- | ------ | ---------------- | ----------- | ---------------------------------------- | ---------------------------------------- |
| 89,4              | Radio Fribourg | RadioFr. / Fribourg | 4F1C   | –                | 1,8         | ND                                       | H                                        |

### Digitales Radio (DAB)
DAB wird in vertikaler Polarisation und im Gleichwellenbetrieb mit anderen Sendern ausgestrahlt.
| Block                      | Programme | ERP (in kW) | Antennendiagramm rund (ND), gerichtet (D) | Gleichwellennetz (SFN) |
| -------------------------- | --- | ----------- | ----------------------------------------- | --- |
| 10B RMS F02                | DAB-Block der Romandie Média SA: - Grrif (72 kbit/s DAB+) - Lac (72 kbit/s DAB+) - LFM (72 kbit/s DAB+) - One FM (72 kbit/s DAB+) - Radio Chablais (72 kbit/s DAB+) - Radio Maria SR (72 kbit/s DAB+) - Radio R (72 kbit/s DAB+) - Rhone FM (72 kbit/s DAB+) - RJB (72 kbit/s DAB+) - Rouge (72 kbit/s DAB+) - RTN (72 kbit/s DAB+) - Vertical (72 kbit/s DAB+) | 24          | D                                         | - Freiburg: Charmey (la Monse), Charmey (Vounetse), Freiburg im Üechtland (Lorette), Sorens (Mont-Gibloux) - Genf: Mont Salève (Téléphérique) [FR] - Jura: Boncourt (Déridez), Bourrignon (Les Ordons), Damvant (Ferme du Lomont), Delsberg, Montsevelier (Champre), Muriaux (Point-de-Vue), Pruntrut (sur le Banne), Vaulion (Dent de Vaulion) - Neuenburg: Les Brenets (le Châtelard), La Brévine (Cerneux-Péquignot Charmottes), Chaux-de-Fonds (Loge), La Sagne (Plature), Le Locle (Primevères), Milvignes (Cottendart), Neuenburg, Noiraigue (Les Oeillons), Saint-Sulpice NE (Haut de la Vy), Villiers (Clémesin) - Waadt: Chavannes-sur-Moudon (Velotty), Château-d’Oex (Sarouche), Cuarny (Montéla), Cudrefin (Tremblex), Fontanezier (Bonvillars Champs Lequet), Lausanne (Chailly), Lausanne (Renens), Lausanne-Bellevaux, Olun (Chamossaire), Ormont-Dessus Diablerets (Le Crétat), La Praz (Champs Mâitre), Reyvroz (Montagne des Sœurs) [FR], Ste. Croix-Auberson (la Broutire), Vaulion (Dent de Vaulion) - Wallis: Arbaz/Ayent (Pas de Maimbré), Bagnes (Bruson Côt), Evolène (La Forclaz quartier col), Feschel (Wilerzälg), Grimentz (Roua), Martigny (Ravoire), Orsières-Champex (le Signal), Port Valais (Chalavornaire), St. Gingolph (Grand Devin), Zinal (Ayer) |
| 12A SRG SSR F01 (SUI0007A) | DAB-Block der SRG SSR: - RTS Première (72 kbit/s DAB+) - Première-Bis (48 kbit/s DAB+) - RTS Espace 2 (96 kbit/s DAB+) - RTS Couleur 3 (80 kbit/s DAB+) - RTS Option Musique (80 kbit/s DAB+) - Radio SRF 1 BE FR VS(72 kbit/s DAB+) - Radio SRF Musikwelle (64 kbit/s DAB+) - Radio SRF 3 (64 kbit/s DAB+) - Radio SRF 4 News (56 kbit/s DAB+) - Radio Rumantsch (72 kbit/s DAB+) - Rete Uno (72 kbit/s DAB+) - Radio Swiss Pop (64 kbit/s DAB+) - Radio Swiss Jazz (64 kbit/s DAB+) - Radio Swiss Classic (72 kbit/s DAB+) | 7.6         | ?                                         | - Bern: Biel-Magglingen (Evilard Hohmatt), Chasseral, Ins (Schaltenrain-Fürstengräber), Loveresse (Moron Chez Joseph), Münster BE (Mont Graitery), Sonceboz (Cernil du bas) - Freiburg: Charmey (la Monse), Gurmels (Cordast), Freiburg im Üechtland-Innenstadt (Lorette), Montbovon, Sorens (Mont-Gibloux) - Genf: Genf-Innenstadt (Studio Carl Vogt), Mont Salève (Téléphérique) [FR] - Jura: Boncourt (Châtillon), Bourrignon (Les Ordons), Chevenez (sur le Patai), Courtemaîche, Delsberg (La Met), Noirmont (Roc Montès), Pruntrut (sur le Banne), Saint-Ursanne, Soyhières, Undervelier - Neuenburg: Brot-Plamboz (Solmon Val de Travers), La Brévine (Cerneux-Péquignot Charmottes), Chaux-de-Fonds (Mont Cornu), Cerneux-Pequignot (Maix-Rochat), Les Hauts-Geneveys (rue republique), Le Locle (Roche-Houriet), Saint-Sulpice NE (Haut de la Vy), La Sagne (Plature) - Waadt: Abbaye (Vallée de Joux/Pont-Agouillons), Bougy (Villars Signal), Chardonne (Mont Pèlerin), Château-d’Oex (Sarouche), Chavannes-sur-Moudon (Velotty), Chenit (Brassus), Cudrefin (Tremblex), La Dôle (Gingins), Fontanezier (Bonvillars Champs Lequet), Lausanne (Chailly), Lausanne (Renens), Lausanne-Bellevaux, Montana (Grand Signal), Olun (Chamossaire), Premier (Buclards), Sainte Croix-Auberson (la Broutire), Vallée de Joux (Pont-Agouillons) - Wallis: Arbaz/Ayent (Pas de Maimbré), Bagnes (Bruson Côt), Champéry, Evolène (La Forclaz quartier col), Grimentz (Roua), Martigny (Ravoire), Haute-Nendaz, Orsières-Champex (le Signal), Port Valais (Chalavornaire), Trient, Trient (vers le ponts), Troistorrents (Morgins) |

### Digitales Fernsehen (DVB-T)
Der DVB-T Sendebetrieb wurde am 3. Juni 2019 eingestellt.